# Mame Ousmane Cissokho
Mame Ousmane Cissokho (Saint Louis, Senegal, 14 de enero de 1987), futbolista senegalés. Juega de defensa y su actual equipo es el AS Nancy-Lorraine de la Ligue 2 de Francia.

## Clubes
| Club              | País    | Año       |
| ----------------- | ------- | --------- |
| AJ Auxerre        | Francia | 2004-2011 |
| Apollon Limassol  | Chipre  | 2011-2012 |
| FC Rouen          | Francia | 2012-2013 |
| Nimes Olympique   | Francia | 2013-2017 |
| US Orléans        | Francia | 2017-2019 |
| AS Nancy-Lorraine | Francia | 2019-2021 |